# Dekanat Katowice-Śródmieście
Dekanat Katowice-Śródmieście – jeden z 37 dekanatów katolickich w archidiecezji katowickiej. W jego skład wchodzą następujące parafie:
| Lp | Parafia                                                  | Data powstania   | Proboszcz               | Adres                                           | Zdjęcie |
| -- | -------------------------------------------------------- | ---------------- | ----------------------- | ----------------------------------------------- | ------- |
| 1  | Katowice – Brynów Podwyższenia Krzyża Świętego           | 1 maja 1983      | ks. Ireneusz Tatura     | ul. Piękna 8 40-591 Katowice                    |         |
| 2  | Katowice Chrystusa Króla archikatedra                    | 20 grudnia 1957  | ks. Łukasz Gaweł        | ul. Plebiscytowa 49a 40-041 Katowice            |         |
| 3  | Katowice św. Kazimierza Królewicza wojskowa              | 21 stycznia 1993 | ks. mjr Grzegorz Bechta | ul. M. Skłodowskiej-Curie 20/1, 40-058 Katowice |         |
| 4  | Katowice Niepokalanego Poczęcia Najświętszej Maryi Panny | 14 czerwca 1873  | ks. Andrzej Suchoń      | plac ks. Emila Szramka 1 40-014 Katowice        |         |
| 5  | Katowice Wniebowzięcia Najświętszej Maryi Panny          | 24 czerwca 1952  | ks. Zbigniew Kocoń      | ul. Graniczna 26 40-018 Katowice                |         |
| 6  | Katowice – Brynów św. Michała Archanioła                 | 21 lutego 1981   | ks. Marek Spyra         | ul. Gawronów 20 40-527 Katowice                 |         |
| 7  | Katowice śś. Apostołów Piotra i Pawła                    | 1 lipca 1910     | ks. Andrzej Nowicki     | ul. Mikołowska 32 40-527 Katowice               |         |
| 8  | Katowice Przemienienia Pańskiego                         | 15 marca 1940    | o. Tomasz Golonka OP    | ul. Sokolska 12 40-084 Katowice                 |         |
| 9  | Katowice – Koszutka Najświętszego Serca Pana Jezusa      | 3 grudnia 1984   | o. Rafał Bytner OMI     | ul. Misjonarzy Oblatów MN 12 40-129 Katowice    |         |
| 10 | Katowice – Zawodzie Opatrzności Bożej                    | 20 grudnia 1957  | ks. Leszek Czernecki    | ul. 1 Maja 52 40-287 Katowice                   |         |